# Будинок Робевих

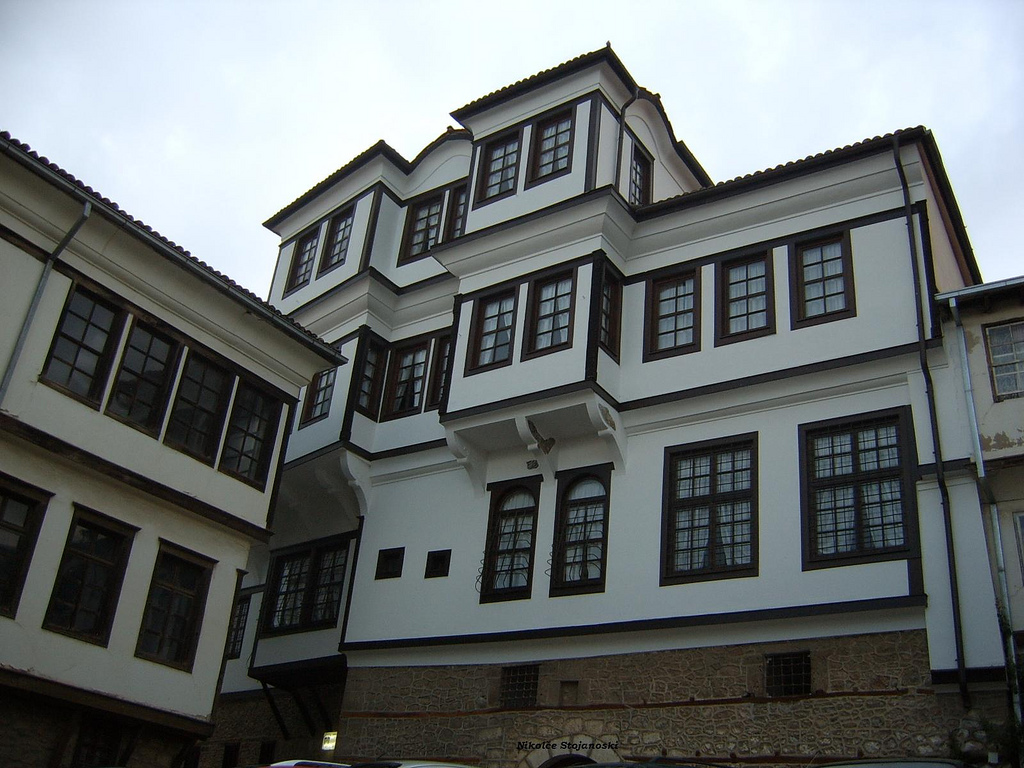
Будинок Робевих

Будинок Робевих (мак. Куќа на Робевци) — відома історична будівля в місті Охриді, Північна Македонія. Свого нинішнього вигляду будинок Робевих набув у 1863–1864 роках. Головним архітектором був Тодор Петков з села Гарі поблизу Дабера. Нині будинок є історичною пам'яткою й належить Інститутові захисту культурних пам'яток міста Охрид.

## Цікаві відомості
Експонат «Торс богині Ісіди», виготовлення якого датується 2 століттям до нашої ери, зберігається в будинку Робевих і є одним з найважливіших експонатів музею.

## Світлини з музею

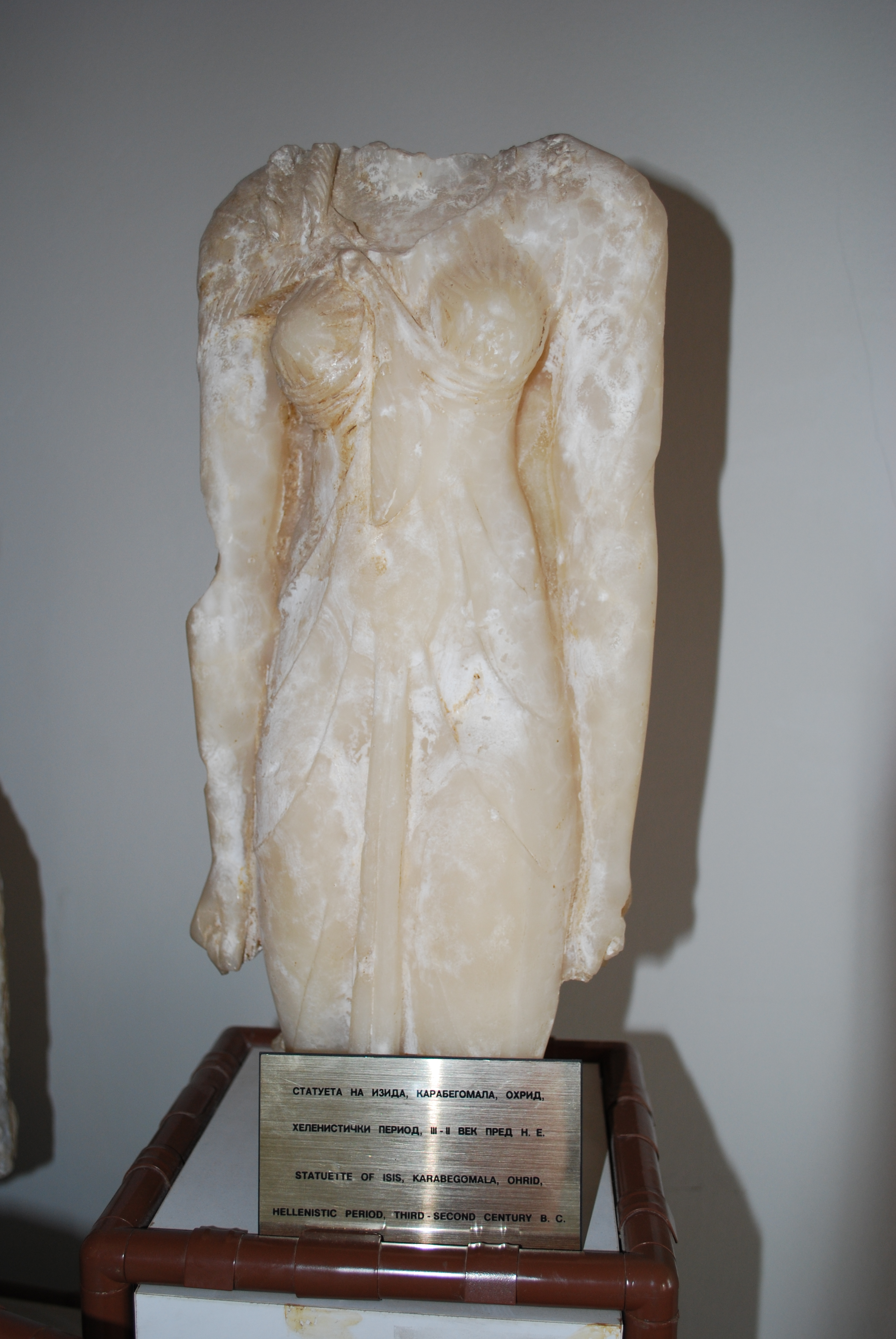
Торс богині Ісіди
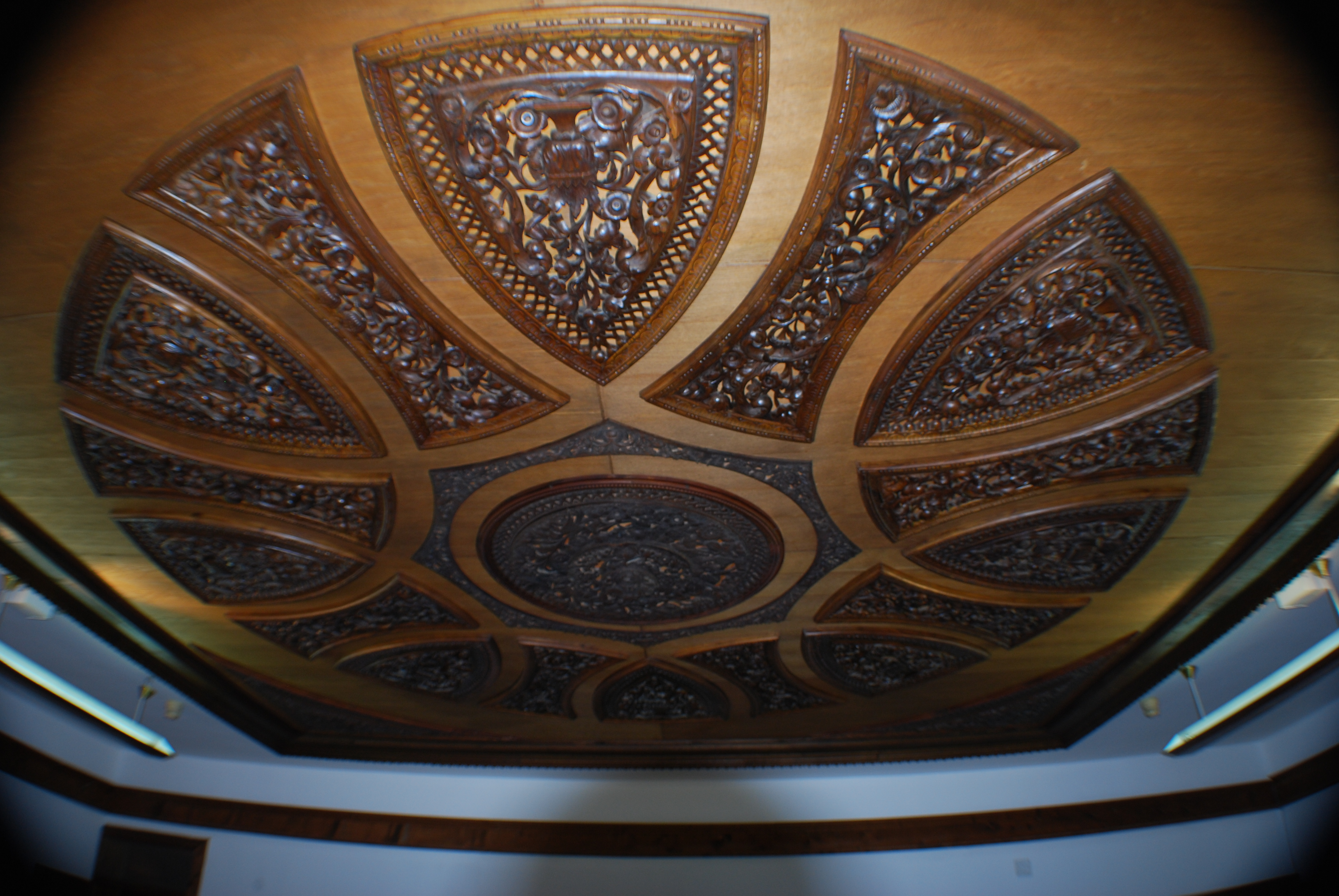
Стеля на третьому поверсі
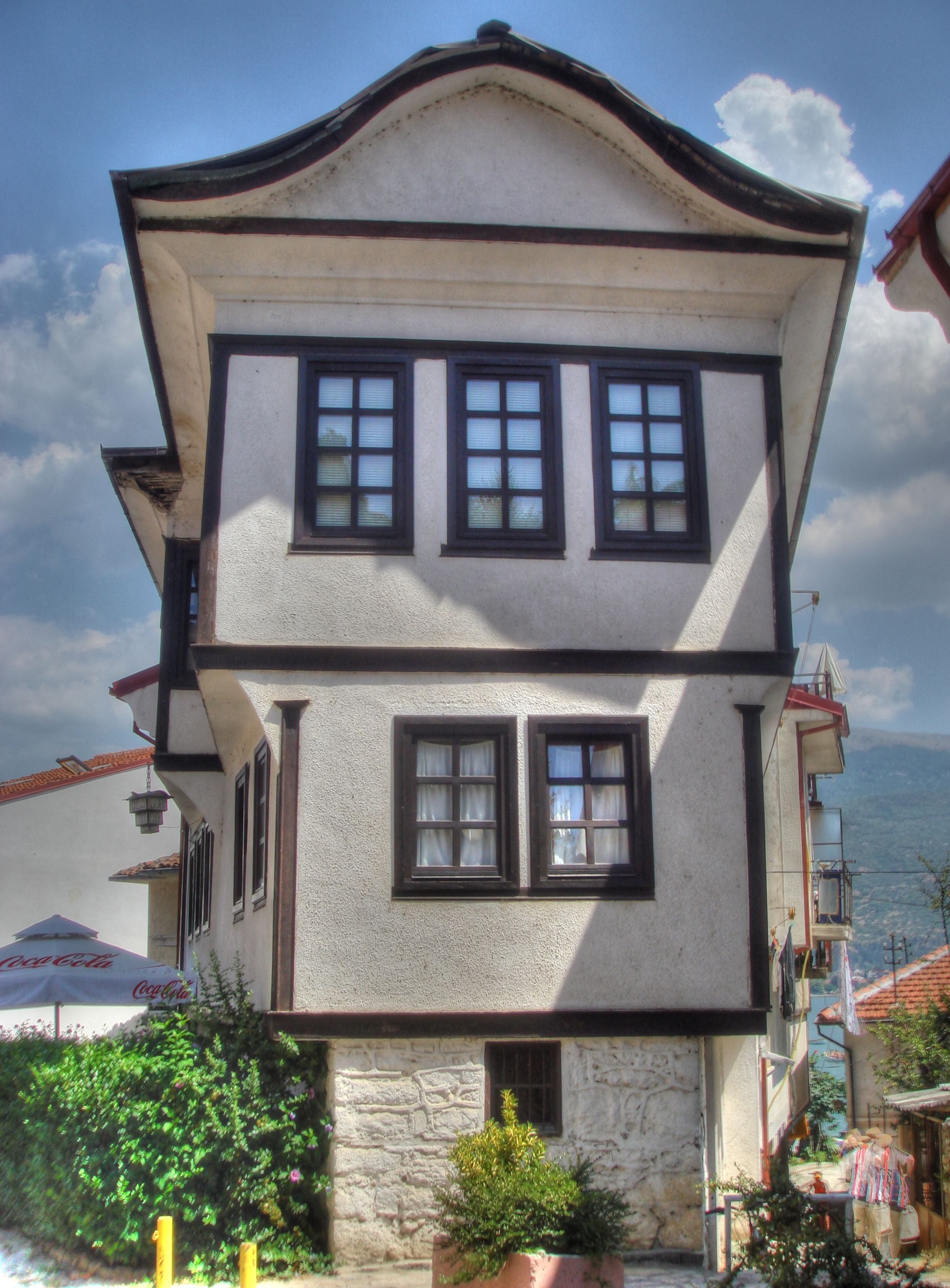
Вигляд будинку збоку